# Campanile del Duomo di Siena

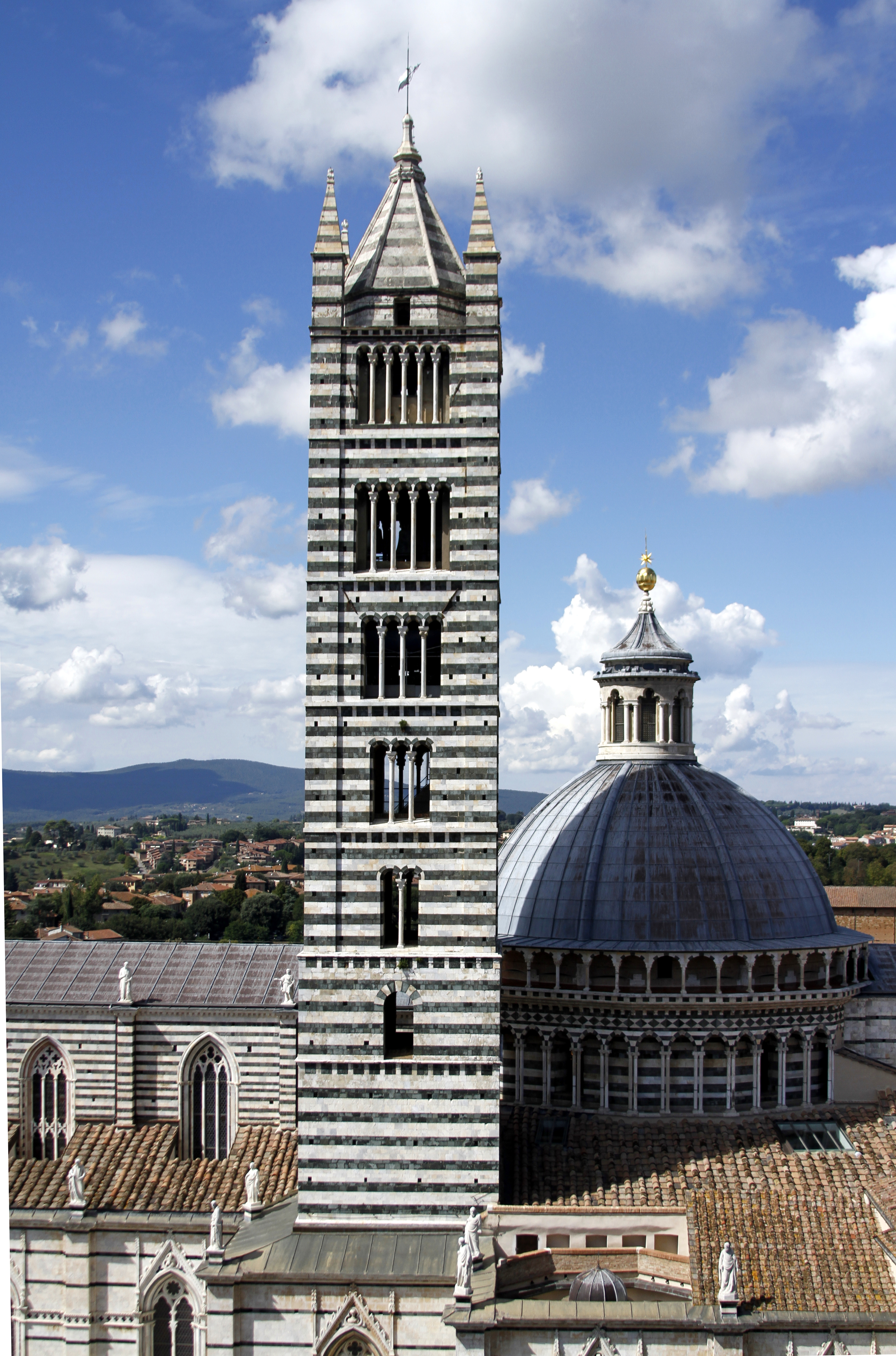
Campanile del Duomo di Siena

Il campanile del Duomo di Siena svetta su piazza del Duomo a Siena. Con i suoi 77 metri d'altezza è uno dei punti di riferimento più noti della città, assieme alla Torre del Mangia (88 metri, 102 col parafulmine).

## Storia e descrizione
Il campanile, in stile romanico come la parte più antica del Duomo, è in fasce di marmo bianco e verde e dotato di sei ordini di finestre, che da monofore (quelle più in basso) diventano esafore (quelle più in alto). Fu avviato in epoca imprecisata (ma comunque posteriormente alla cupola che è del 1264) a partire da una preesistente torre dei Bisdomini, le cui strutture murarie sono ancora oggi visibili nella cella interna. Fu completato nel 1313.
È l'unico con questo accrescimento progressivo delle finestre fino a sei. Si registrano accrescimenti fino alla quadrifora in altri campanili anche senesi (Basilica dei Servi, Pieve di S. Giovanni Battista a Rosia…), ma non oltre.
Il coronamento è garantito da una cuspide a forma di piramide ottagonale.
Il campanile possiede sei campane, che quasi formano una scala diatonica corretta, di epoche e fusioni differenti fra loro. Il loro suono sotto il punto di vista acustico non è sicuramente dei migliori ma sono molto interessanti sotto il punto di vista storico.
Campana 1
Fusa dal Maestro Martino nel 1149, diametro di 95 cm. Ha la tipica sagoma di derivazione alemanna del secolo XIII, importata in italia da fonditori d'oltralpe come Gislimerius e Wilmarus (il primo dovrebbe ever fuso nel 1149 le campane per San Zeno di Verona con la medesima sagoma).
Campana 2
Fusa da Magio Giovanni nel 1381, diametro 115 cm. La sagoma è tardo gotica ma ben equilibrata, la sua altezza infatti è di 114cm. È una rifusione di una più antica.
Campana 3
Detta "Sovana", fu fusa da Giovanni Tofano nel 1452, diametro 148 cm. Ha una sagoma gotica ed è la seconda rifusione di una campana più antica.
Campana 4
Fusa da Giovanni Tofano nel 1453, diametro 113 cm. Sagoma gotica. Probabile rifusione di una delle due vecchie campane di Tofano di Magio del 1396.
Campana 5
Fusa da Giovanni Tofano nel 1469, diametro 127 cm. Sagoma gotica. Probabile rifusione di una delle due vecchie campane di Tofano di Magio del 1396.
Campana 6
Detta "Campana dei frati", fu fusa dal fonditore senese Giorgio Neri nel 1859, diametro 82 cm.